# Hanhijärvi (sjö i Finland, Lappland, lat 68,73, long 26,02)
Hanhijärvi är en sjö i Finland. Den ligger i kommunen Enare i landskapet Lappland, i den norra delen av landet, 1 000 km norr om huvudstaden Helsingfors. Hanhijärvi ligger 204,2 meter över havet. Omgivningarna runt Hanhijärvi är i huvudsak ett öppet busklandskap. Arean är 22,7 hektar och strandlinjen är 2,99 kilometer lång. Sjön  ingår i Pasvik älvs huvudavrinningsområde. 